# Margall perenne
El margall o raigràs (Lolium perenne), és una herba poàcia nativa d'Europa i del nord d'Àfrica, però cultivada i naturalitzada a tot el món.

## Descripció

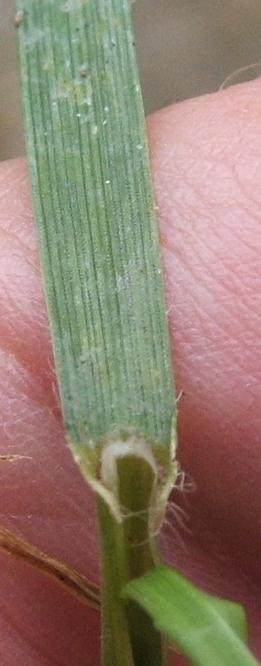
Lolium perenne mostrant la lígula i la fulla

La planta és baixa, fins a 90 cm, sense pilositat ni estolons ni rizoma. les fulles són de color verd fosc suaus amb venes paral·leles a la part de l'anvers. La lígula és curta i truncada amb petites aurícules. Les espiguetes de la inflorescència té una sola gluma, les anteres són grogues pàl·lid i floreix de maig a novembre. Les arrels estan colonitzades per micorices.

## Cultiu i usos
És una important planta farratgera que es planta en moltes pastures i mescles de llavors. A Irlanda i el Regne Unit s'acostuma a plantar junt amb trèvols.
En barreges de llavors també s'utilitza en camps d'esports i en gespa en llocs d'hivern no gaire fred.

## Galeria fotogràfica

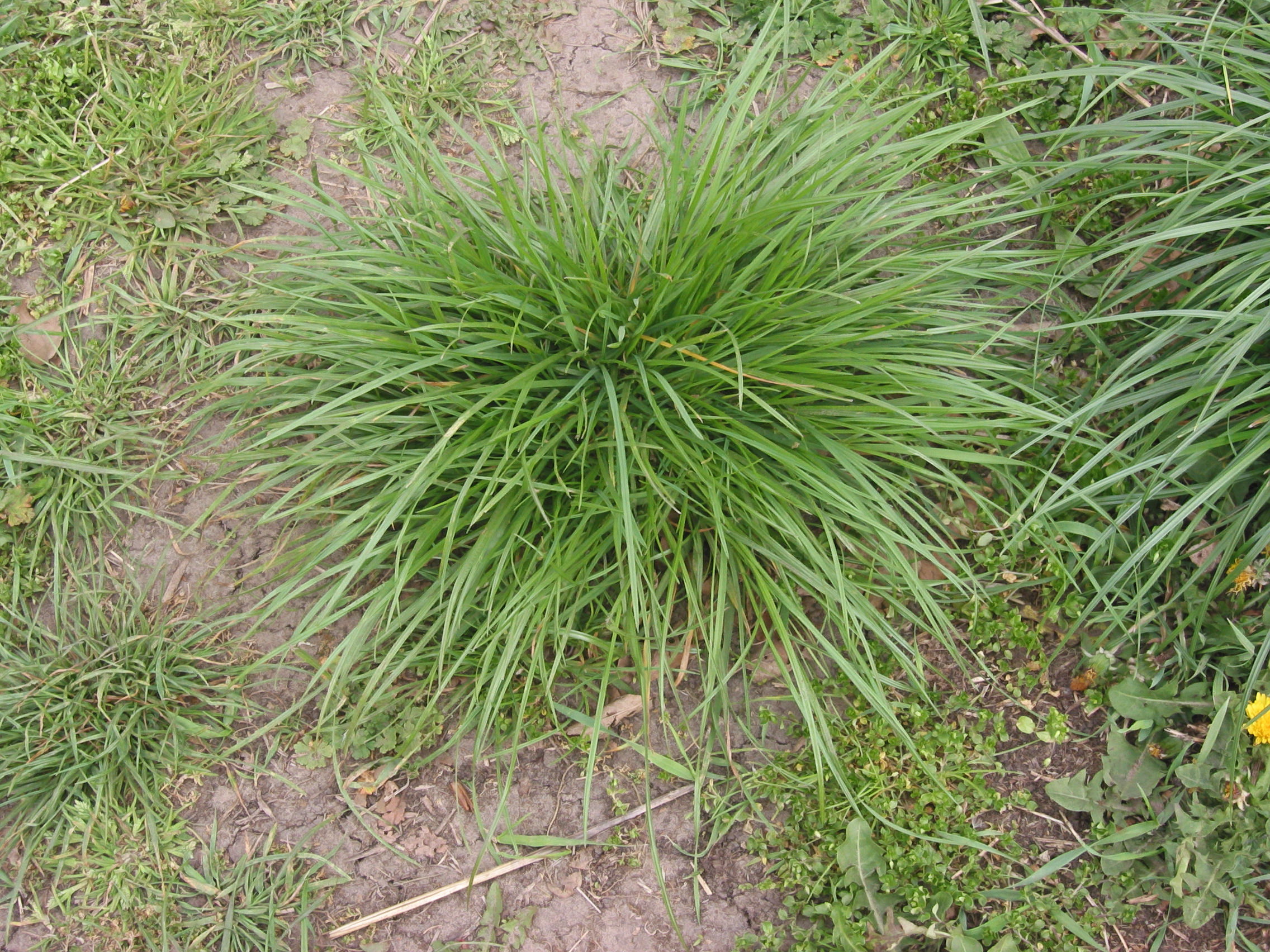
Planta
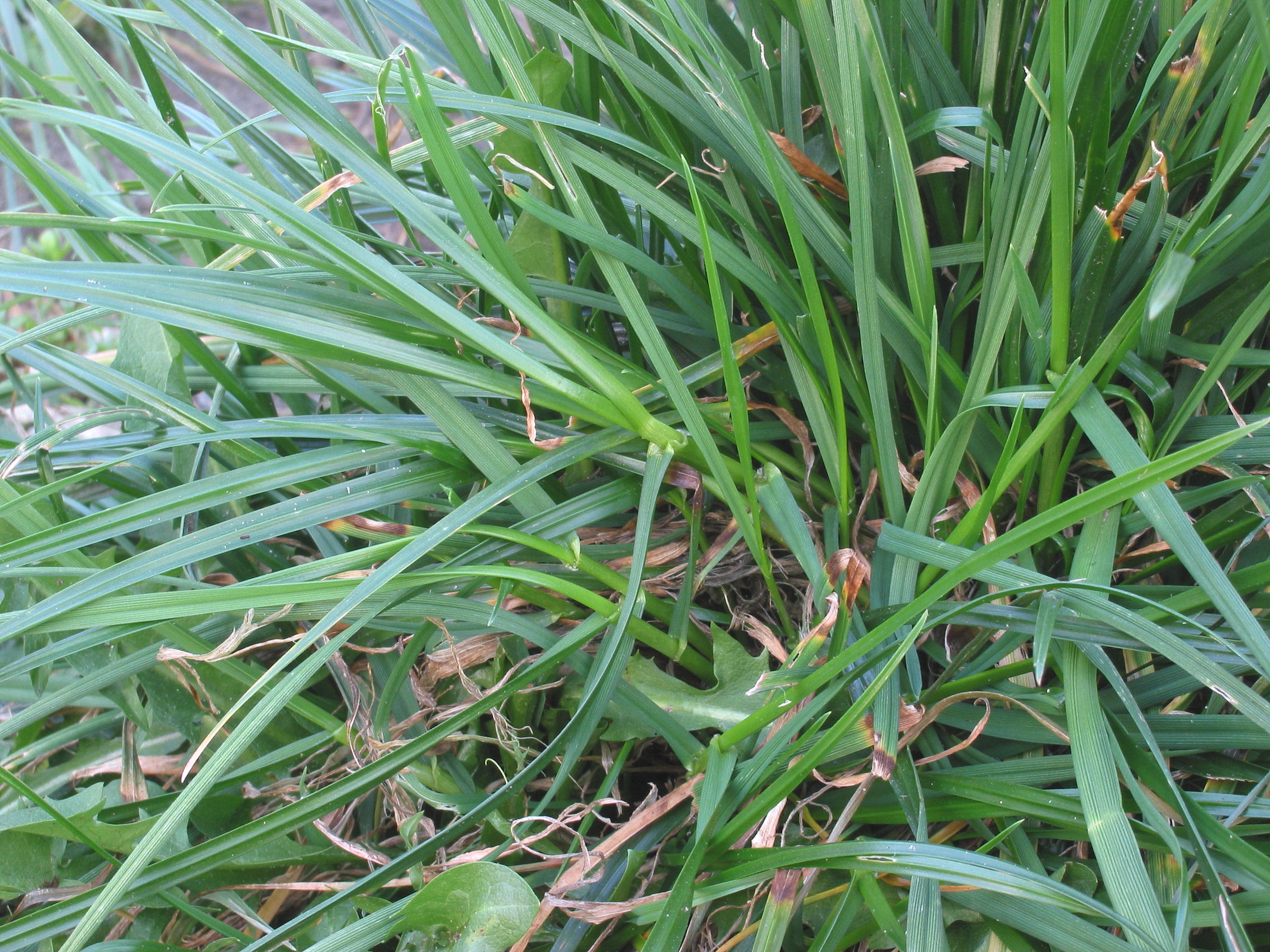
Fulles
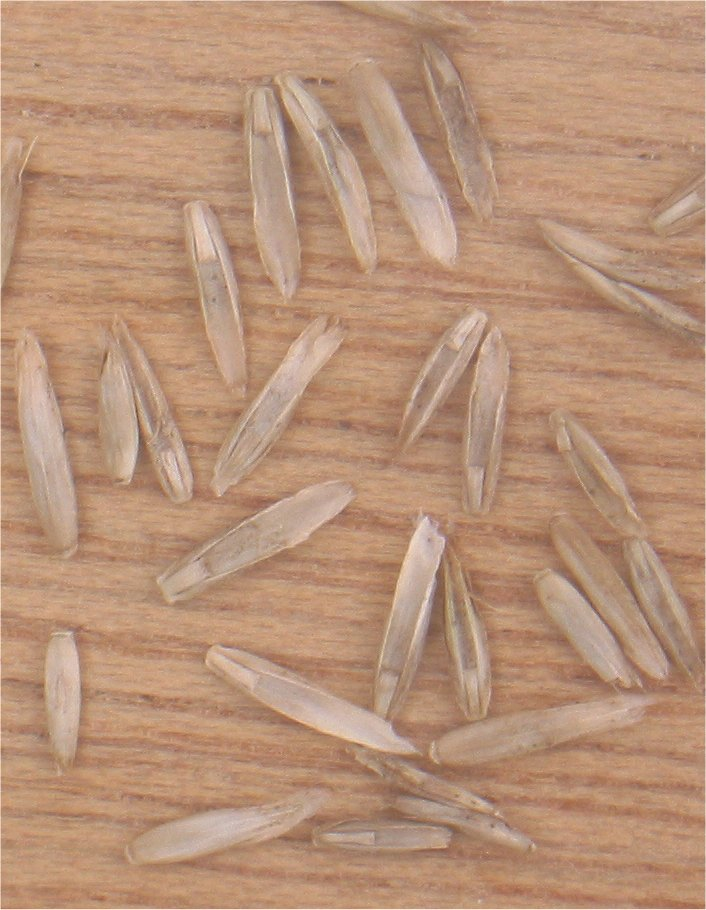
Fruits